# Michele Perrone

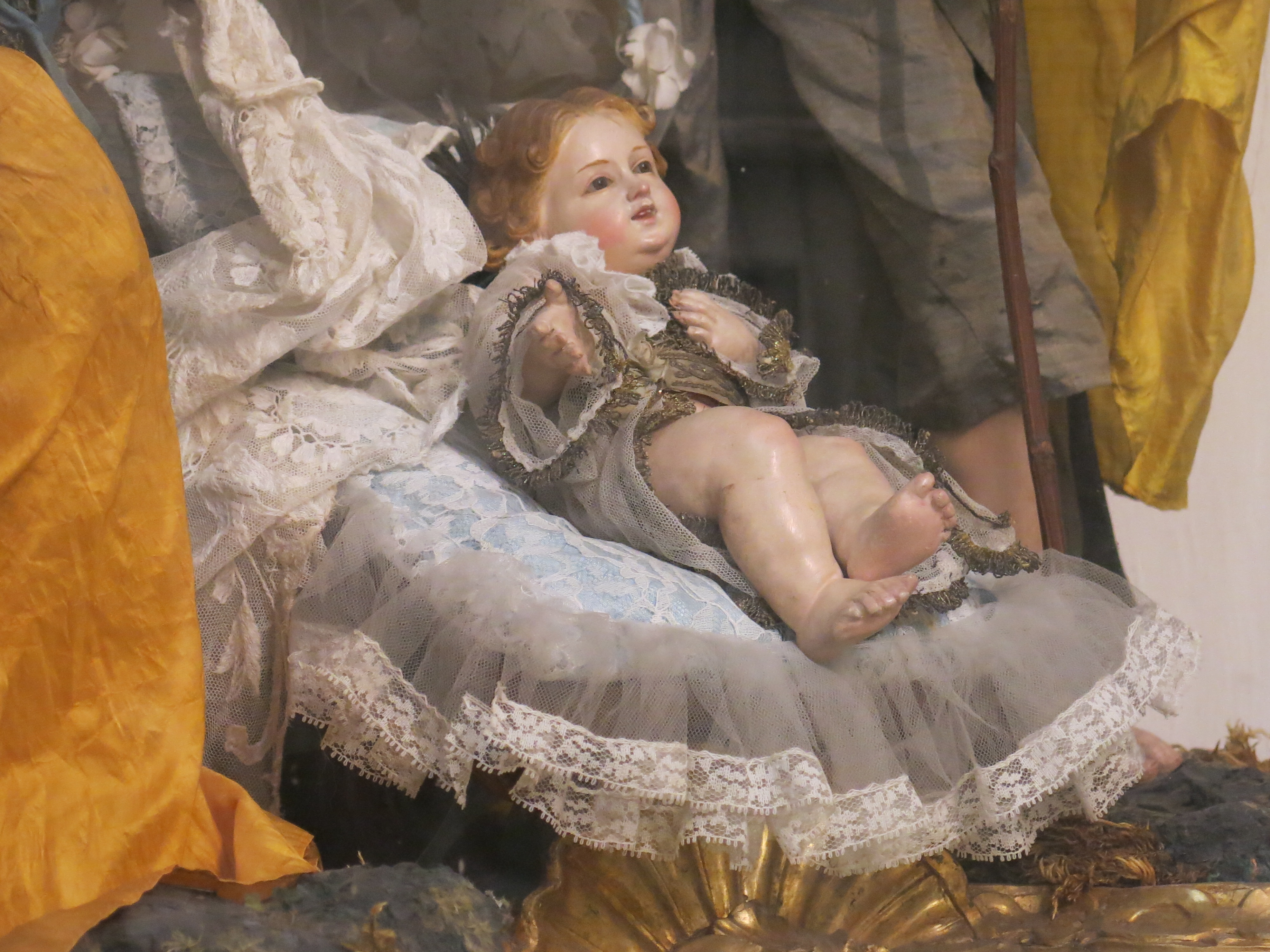
Michele Perrone, Natività (part.) - chiesa del Pio Monte della Misericordia

Michele Perrone (Napoli, 1633 – Napoli, 30 aprile 1693) è stato uno scultore, esponente del barocco napoletano, italiano.

## Biografia
Figlio di Giuseppe e di Anna Monte era fratello gemello di Aniello, con in quale aprì una bottega per realizzare sculture in legno, dove lavorò come apprendista lo scultore Gaetano Patalano. Il 2 luglio 1661 sposò Anna Dò, conosciuta in casa del pittore Giuseppe Mauro. Alla cerimonia erano presenti i pittori Andrea e Nicola Vaccaro. Ebbe quattro figli: Grazia (1662), Nunzia (1663), Rossolina (1664) e Salvatore (1665).  Michele Perrone divenne suocero dei pittori Paolo De Matteis e Giovanni Battista Lama.
Il Dominicis scrisse che il presepe napoletano che in ogni anno avea luogo nella chiesa di Santa Brigida aveva pastori modellati da Tonno Ciappa, come era soprannominato Michele Perrone e che nella chiesa di Santa Caterina da Siena c'era una statua in legno della Madonna della solitad (della solitudine). Nella chiesa di Santa Brigida ci sono resti del presepe, databili circa 1678: due putti, una capretta, e tre teste di cherubini, mentre nella chiesa di Santa Caterina si conserva oggi un gruppo di figure a manichino ligneo che rappresenta San Giuseppe conduce Gesù Bambino per mano.

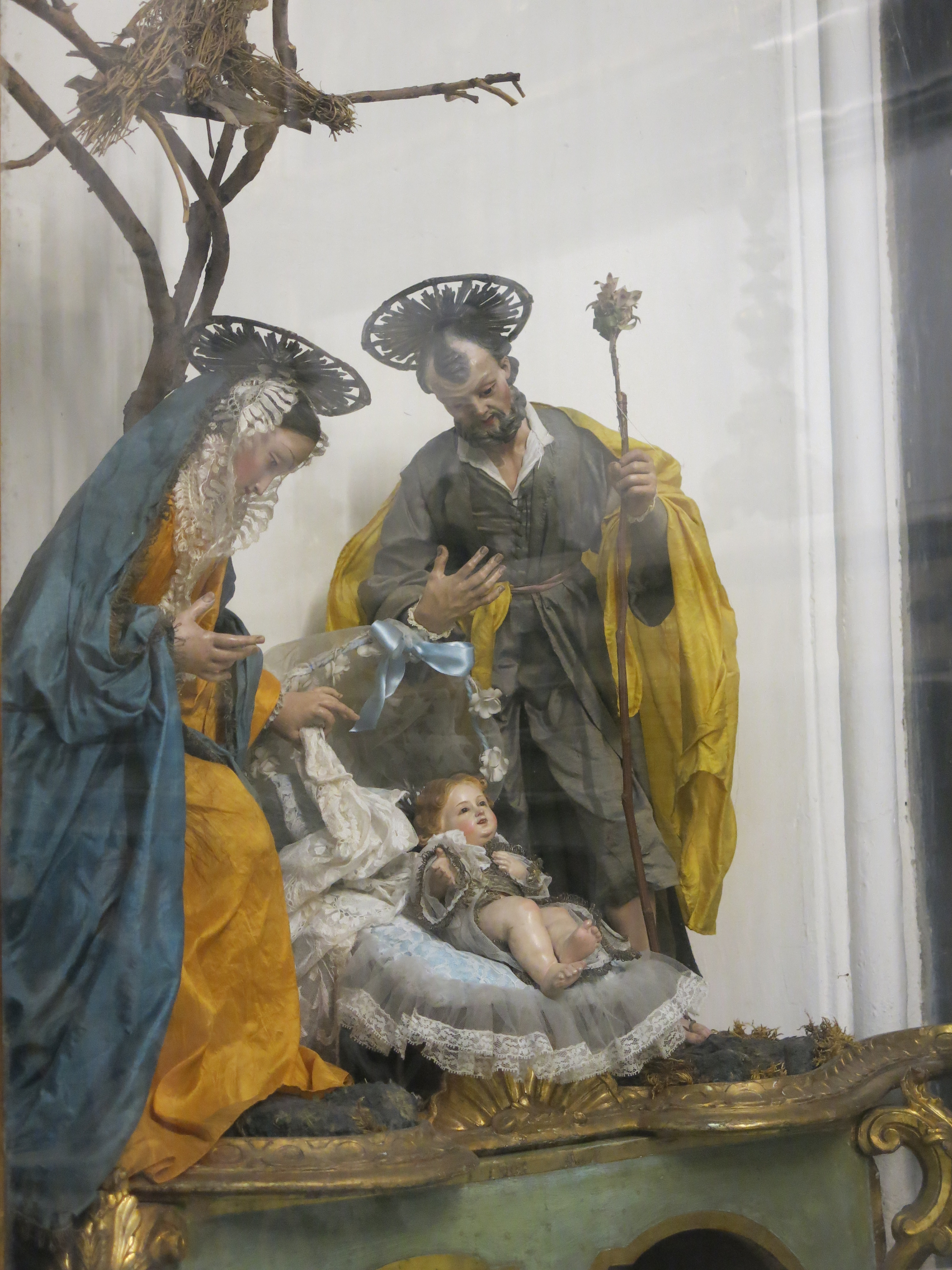
Michele Perrone, Natività - chiesa del Pio Monte della Misericordia

Intorno al 1640 Michele Perrone ideò manichini per il presepe con la testa e gli arti di legno e con un'anima di filo di ferro rivestito di stoppa: le statuine potevano così assumere pose più plastiche e realistiche.

### Altre sculture
- Nella chiesa del Pio Monte della Misericordia il gruppo della Natività, con figure a manichino di legno.
- Nella chiesa di San Gregorio Armeno, a Napoli, possiede uno scarabattolo contiene una Natività, scolpita intorno al 1690 da Michele Perrone.
- Per la principessa di Montesarchio scolpì un San Giuseppe con il Bambino e nel 1688 una Madonna della Solitaria, che fu mandata in dono in Spagna al marchese di Los Velas.[3]
- Nella chiesa di Santa Maria la Nova c'è una statua lignea policroma dell'Immacolata.

### Eventi
- Sculture e intagli lignei tra Italia meridionale e Spagna, dal Quattro al Settecento - Convegno internazionale di studi a cura di Pierluigi Leone de Castris. Napoli, 28-30 maggio 2015. Università degli Studi Suor Orsola Benincasa.

### Libri
- Gennaro Borrelli, Il presepe napoletano, Roma, De Luca, 1970, SBN RML0129207. Con elenco di sculture di Gaetano Patalano, con tavole e bibliografia.
- Pierluigi Leone de Castris (a cura di), Sculture in legno a Napoli e in Campania fra Medioevo ed età moderna: atti del convegno: Napoli, 4-5 novembre 2011, Università degli studi Suor Orsola Benincasa, Soprintendenza archivistica per la Campania, Napoli, Artstudiopaparo, 2014, SBN UTO1220396.

### Video
- Luigi Coiro, Michele Perrone e la scultura napoletana in legno di secondo Seicento: la bottega, gli allievi, pdf.

| Controllo di autorità | VIAF (EN) 48471112 · ISNI (EN) 0000 0000 5887 8706 · CERL cnp01171018 · LCCN (EN) n95028053 · GND (DE) 13783019X |